# Леушинская (11258848010, Шенкурский район)
Леушинская — нежилая деревня в Шенкурском районе Архангельской области. Входит в состав муниципального образования «Шеговарское».

## География
Деревня расположена в южной части Архангельской области, в таёжной зоне, в пределах северной части Русской равнины, в 32 километрах на север от города Шенкурска, на правом берегу реки Ледь, притока Ваги. Ближайшие населённые пункты: на востоке деревня Лихопуровская, на западе деревня Князевская.
Часовой пояс
Леушинская, как и вся Архангельская область, находится в часовой зоне МСК (московское время). Смещение применяемого времени относительно UTC составляет +3:00.

## Население
| 2002 | 2010 | 2012 |
| ---- | ---- | ---- |
| 0    | →0   | →0   |

## История
Указана в «Списке населённых мест Архангельской губернии к 1905 году» как деревня Ледшинская (Вашукова). Насчитывала 8 дворов, 45 мужчин и 52 женщины. В административном отношении деревня входила в состав Ямскогорского сельского общества Ямскогорской волости Шенкурского уезда.
На 1 мая 1922 года в поселении 15 дворов, 29 мужчин и 42 женщины.
В 2004 году деревня вошла в состав Ямскогорского сельского поселения. 2 июля 2012 года деревня Леушинская вошла в состав Шеговарского сельского поселения в результате объединения муниципальных образований «Шеговарское» и «Ямскогорское».